# 士瓦本的碧翠克絲 (1198-1212)
士瓦本的碧翠克絲（德語：Beatrix von Schwaben，1198年—1212年8月11日），神聖羅馬皇后，德意志國王士瓦本的菲利普的女兒。
1212年，碧翠克絲與神聖羅馬皇帝鄂圖四世結婚。碧翠克絲婚後19天即去世，兩人沒有子女。